# 부안역사문화관
부안역사문화관은 부안군의 역사 문화 자료 소개 및 지역 예술가 등의 작품을 전시하는 복합 문화공간이다. 부안군이 설립하고 부안군문화재단이 위탁 운영하고 있다.

## 역사
일제시대 지역 내 자본 수탈을 목적으로 설치되었던 옛 부안금융조합 건물을 보수하여 2021년 12월 29일에 개관했다.